# مریم صادقی
مریم صادقی (انگلیسی: Maryam Sadeghi) دانشمند رایانه کانادایی ایرانی الاصل است که در حوزهٔ آنالیز تصویر پزشکی به کسب و کار می‌پردازد.

## دوران ابتدایی زندگی و تحصیلات
صادقی در سال ۱۹۸۰، در شهر میانه، استان آذربایجان شرقی، ایران به دنیا آمد. او قبل از اینکه در سال ۲۰۰۷ به کانادا مهاجرت کند، مدرک کارشناسی مهندسی سخت‌افزار خود را از دانشگاه علم و صنعت دریافت کرد.